# Jaroslav Bouček (fotbalista)
Jaroslav Bouček (13. listopadu 1912 – 10. října 1987) byl československý fotbalista, střední záložník, oblékající dres pražské Sparty a francouzského klubu Stade Rennais.

## Sportovní kariéra
Za pražskou Spartu sehrál v letech 1931 až 1941 celkem 333 zápasů. Byl s ní čtyřikrát mistr Československa – v sezónách 1931/1932, 1935/36, 1937/38 a 1938/39. V československé lize dále hrál i ze FC Viktoria Plzeň, nastoupil celkem ve 181 ligových utkáních a dal 5 gólů. Dále byl členem vítězného týmu ve finále Středoevropského poháru, což bylo v roce 1935, celkem ve Středoevropském poháru nastoupil ve 35 utkáních a dal 2 góly. Hrál v záloze, či jako útočný obránce a byl výtečný hlavičkář.

## Ligová bilance
| Ročník                    | Zápasy | Góly | Klub              |
| ------------------------- | ------ | ---- | ----------------- |
| 1. asociační liga 1931/32 | -      | 0    | AC Sparta Praha   |
| 1. asociační liga 1933/34 | -      | 0    | AC Sparta Praha   |
| Státní liga 1934/35       | -      | 2    | AC Sparta Praha   |
| Státní liga 1935/36       | -      | 0    | AC Sparta Praha   |
| Státní liga 1936/37       | -      | 1    | AC Sparta Praha   |
| Státní liga 1937/38       | -      | 2    | AC Sparta Praha   |
| Státní liga 1938/39       | 21     | 0    | AC Sparta Praha   |
| Národní liga 1939/40      | -      | 0    | AC Sparta Praha   |
| Národní liga 1940/41      | -      | 0    | AC Sparta Praha   |
| Národní liga 1941/42      | -      | 0    | FC Viktoria Plzeň |
| CELKEM                    | 181    | 5    |                   |

### Reprezentace
Reprezentoval Československo na mistrovství světa 1938 ve Francii. Byl i členem kádru pro předchozí šampionát v roce 1934, ale nenastoupil v žádném utkání. Svůj jediný reprezentační gól vstřelil 9. února 1936 na stadionu Parc des Princes v přátelském utkání, v němž Československá reprezentace porazila domácí Francii 3:0 (Bouček zvyšoval v 19. minutě na 2:0). V letech 1934 až 1938 si reprezentační triko oblékl 28x, další kariéru mu ukončila válka.

## Jiné zajímavosti
- V roce 1936 se společně s několika dalšími hráči Sparty podílel na natáčení filmu Naše jedenáctka.
- Jeho otec byl starosta rodných Černošic.